# Conil de la Frontera
Conil de la Frontera là một đô thị trong tỉnh Cádiz, Tây Ban Nha. Dân số khoảng 19000 người.

## Liên kết ngoài

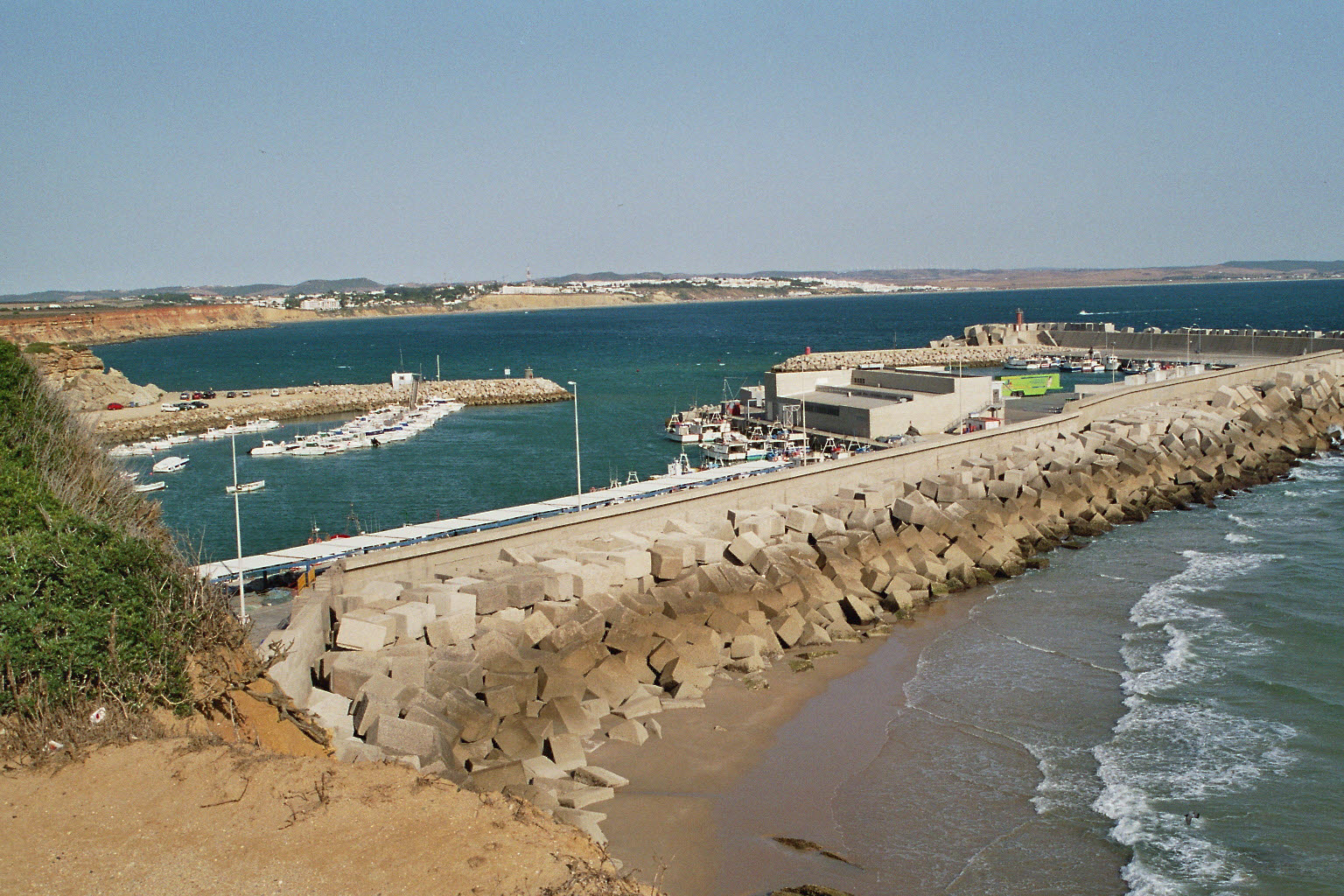
Harbor of Conil de la Frontera

## Dân số
| 1999   | 2000   | 2001   | 2002   | 2003   | 2004   | 2005   |
| ------ | ------ | ------ | ------ | ------ | ------ | ------ |
| 17.470 | 17.773 | 18.036 | 18.269 | 18.656 | 18.979 | 19.417 |

Source: INE (Tây Ban Nha)